# Alga (Kazakhstan)
Pour les articles homonymes, voir Alga.

Alga (kazakh : Алға) est une ville de l'Oblys d'Aktioubé au Kazakhstan,

## Présentation
Alga est le chef-lieu du district d'Alga.